# Peter Kleščík
Peter Kleščík (Čadca, 18 settembre 1988) è un calciatore slovacco, difensore del Trenčianske Stankovce.

## Caratteristiche tecniche
È un difensore centrale.

## Statistiche
Statistiche aggiornate al 14 luglio 2012.

### Presenze e reti nei club
| Stagione          | Squadra           | Campionato        | Campionato | Campionato | Coppe nazionali | Coppe nazionali | Coppe nazionali | Coppe internazionali | Coppe internazionali | Coppe internazionali | Altre coppe | Altre coppe | Altre coppe | Totale | Totale |
| Stagione          | Squadra           | Comp              | Pres       | Reti       | Comp            | Pres            | Reti            | Comp                 | Pres                 | Reti                 | Comp        | Pres        | Reti        | Pres   | Reti   |
| ----------------- | ----------------- | ----------------- | ---------- | ---------- | --------------- | --------------- | --------------- | -------------------- | -------------------- | -------------------- | ----------- | ----------- | ----------- | ------ | ------ |
| 2006-2007         | AS Trenčín        | SL                | 3          | 0          | CS              | 0               | 0               | -                    | -                    | -                    | -           | -           | -           | 3      | 0      |
| 2007-2008         | AS Trenčín        | SL                | 30         | 0          | CS              | 2               | 0               | -                    | -                    | -                    | -           | -           | -           | 32     | 0      |
| 2008-2009         | AS Trenčín        | 1L                | 26         | 0          | CS              | 0               | 0               | -                    | -                    | -                    | -           | -           | -           | 26     | 0      |
| 2009-2010         | AS Trenčín        | 1L                | 20         | 1          | CS              | 3               | 0               | -                    | -                    | -                    | -           | -           | -           | 23     | 1      |
| 2010-2011         | AS Trenčín        | 1L                | 33         | 1          | CS              | 3               | 0               | -                    | -                    | -                    | -           | -           | -           | 36     | 1      |
| 2011-2012         | AS Trenčín        | SL                | 32         | 2          | CS              | 2               | 0               | -                    | -                    | -                    | -           | -           | -           | 34     | 2      |
| 2012-2013         | AS Trenčín        | SL                | 1          | 0          | CS              | 0               | 0               | -                    | -                    | -                    | -           | -           | -           | 1      | 1      |
| Totale AS Trenčín | Totale AS Trenčín | Totale AS Trenčín | 145        | 4          |                 | 10              | 0               |                      | -                    | -                    |             | -           | -           | 155    | 4      |
| Totale carriera   | Totale carriera   | Totale carriera   | 145        | 4          |                 | 10              | 0               |                      | -                    | -                    |             | -           | -           | 155    | 4      |

## Palmarès

### Club

#### Competizioni nazionali
- 1. Slovenská Futbalová Liga: 1

AS Trenčín: 2010-2011